# Ícar i Dèdal (Leighton)
Ícar i Dèdal és una pintura a l'oli sobre tela obra de l'artista prerafaelita Frederic Leighton finalitzada el 1869. L'obra està actualment en una col·lecció privada.
La història mitològica de Dèdal i Ícar ha estat durant molt de temps una font popular d'inspiració per als artistes. Segons la llegenda, Dèdal va ser un famós inventor i mestre constructor. I va ser la seva habilitat com a artesà intel·ligent que va portar Dàdal a l'atenció del rei Minos. El rei de Creta va demanar Dèdal que dissenyés i construís un vast laberint. Un laberint de passadissos estrets i passatges complicat- en la qual el monstre conegut com el Minotaure podria estar tancat. En algunes versions de la història, el rei Minos va empresonar Dèdal i el seu jove fill Ícar al laberint, potser com a càstig, o potser simplement per assegurar-se que l'inventor no pogués revelar el secret de la seva creació laberíntica.
Dèdal no va acceptar el seu empresonament passivament. En canvi, va idear un pla per escapar de Creta. Les ales home dissenyada intel·ligents fets amb plomes unides amb cera, que planejava sobre l'ús de volar des de l'illa. Quan es van acabar les ales, Dèdal i Ícar podrien elevar-se cap al cel com ocells - però abans que comencés el seu viatge, Dèdal va advertir al seu fill a romandre en una alçada intermèdia, evitant tant el sol com el mar. No obstant això, Ícar, emocionat amb el poder de vol, es va oblidar ràpidament d'aquests advertiments del seu pare. Com a resultat, va morir perquè va volar massa alt i la calor del sol va fondre la cera que sostenia les seves ales juntes.
En aquesta pintura, Lord Leighton ha capturat un moment del mite. L'artista ha representat l'escena en la qual Dèdal adverteix al seu fill impetuós dels perills que enfronten durant la seva fugida. Ícar és representat com un home bell com una idealitzada estàtua grega; les seves robes al vent i les ales formen una diagonal què travessa la pintura. Per contra, Dèdal apareix com un home vell arrugat amb la pell profundament bronzejada pel sol.